# 각막 찰과상
각막 찰과상(角膜擦過傷, corneal abrasion)은 안구의 각막 상피 계층이 소실되는 증세이다.

## 증상
각막 찰과상의 증상으로는 통증, 밝은 빛에 대한 눈부심, 이물감, 눈을 가늘게 뜨고 보려는 현상의 심화, 눈물의 반사적 생성 등이 있다. 증세로는 상피 손상, 부종, 안구가 빨개지는 일을 포함한다. 과도한 눈물, 각막의 종창으로 인해 시야가 흐릿해질 수 있다.

## 원인
각막 찰과상은 일반적으로 눈 부상으로 인해 일어난다. 여기에는 손가락으로 찔리거나 나뭇가지를 넘나드는 등의 일이 포함된다. 눈에 들어온 이물질로 인해 눈을 비빌 때 상처를 남길 수 있다.

## 치료

### 약물 치료
외용 항생제가 합리적일 수 있다.
안구 표면을 마취시키는 테트라카인과 같은 점안액이 통증을 개선한다는 리뷰가 있으나 이에 대한 안전성은 명확하지 않다. 또 다른 리뷰에 따르면 이에 대한 이점이 없고 안전에 대한 충분한 데이터가 없다고 결론내렸다.
NSAID 점안액 또한 유용하지만 2000년 리뷰에 따르면 홍채를 마취시키는 약물을 뒷받침할만한 명확한 증거는 없다.

### 패치 방식의 치료
메타 분석에 따르면 치료 첫 날에는 패치(patch)를 하지 않는 것이 좋다. 치료 둘째 날과 셋째 날에 패치 여부에 따른 차이는 상당하지 않다.

### 재발성 질환
재발성 질환의 치료에 대한 뚜렷한 증거는 없다. 특수 렌즈들은 그다지 유용한 것으로 보이지 않는다.